# Cuyo (Palawan)
Cuyo ist eine philippinische Stadtgemeinde in der Provinz Palawan. Sie hat 22.360 Einwohner (Zensus 1. August 2015). Sie liegt auf Cuyo Island, der Hauptinsel des Cuyo-Archipels. In der spanischen Kolonialära wurde das Cuyo Fort an der Capusan Beach/Gapusan Beach im Jahre 1683 errichtet.
In der Gemeinde befindet sich ein Campus der Palawan State University. 

## Baranggays
Cuyo ist politisch in 17 Baranggays unterteilt.
- Balading
- Bangcal (Pob.)
- Cabigsing (Pob.)
- Caburian
- Caponayan
- Catadman (Pob.)
- Funda
- Lagaoriao (Pob.)
- Lubid
- Manamoc
- Maringian
- Lungsod (Pob.)
- Pawa
- San Carlos
- Suba
- Tenga-tenga (Pob.)
- Tocadan (Pob.)